# Віктор Туннунський
Віктор Туннунський (лат. Victor Tunnunensis; ? — бл. 570 р.) — єпископ північноафриканського міста Туннуна, хроніст пізньої античності. Ісидор Севільський вважав його мучеником.

## Біографія
Ті незначні відомості про його життя, які досі збереглися, походять із записів у його власних хроніках. Віктор був рішучим прихильником Трьох розділів, які були засуджені едиктом Юстиніана від 544 року. Через цю позицію він був заарештований. Його першим ув'язненням був монастир в Мандраціумі поблизу Карфагена, потім був відправлений у заслання на Балеарські острови і нарешті переведений до Єгипту в монастир в Канопусі. У 564 році /565 він і п'ять інших африканських єпископів були викликані до Юстина II і Патріарха Євтихія в Константинополь. Їм наказали підкоритися імператорському едикту, а коли вони відмовилися, то їх ув'язнили в різних монастирях по всьому Константинополю. Віктор помер близько 569 року, імовірно, все ще перебуваючи у Константинопольському монастирі.

## Праці
Віктор — п'ятий автор і продовжувач Хронікону, розпочатого Секстом Юлієм Африканським (бл. 160—240). На початку третього століття цю роботу продовжив Євсевій Кесарійський (бл. 260/5 — 339/40), а далі — Єронім Стридонський (бл. бл. 347—420) та Проспер Тірон (бл. 390—455). Вона охоплює історію від створення світу до кінця 566 року, про який Віктор написав під час ув'язнення. Збереглася лише частина цієї праці, що описує період від 444 до 566 року. «Хронікон» має велику історичну цінність і в основному стосується Євтихійської єресі, суперечки про «Три Глави», а також містить подробиці про аріан і вторгнення вандалів до Римської Імперії. Загалом церковним питанням у цьому літописі приділяється більше уваги, ніж іншим. Пізніше її продовжили до 590 року Іоанн Бікларо, засновник абатства Біклар у вестготській Іспанії на Піренейському півострові (що охоплює сучасну Іспанію та Португалію) та Ісідор до 616 року.
Віктору приписують авторство псевдо-Амвросіанського De Poenitentia, хоча справжнім автором його є Віктор з Картенни.
«Хронікон» (444—566) доступний в англійському перекладі Джона Р. К. Мартіна під назвою «Аріани і вандали IV—VI століть».